# Jonas Fagerström
Jonas Olof Fagerström, född 4 februari 1991 i Farsta församling i Stockholm. Han är en svensk influerare. Han är del av YouTube-trion JLC och driver även en av Sveriges största Instagram profiler med fler än 440 000 följare.

## Biografi
Fagerström föddes i Stockholm 1991, men är uppväxt på Smögen. Han utbildade sig till elektriker och hade det som yrke i Smögen och i Oslo i Norge. 2015 flyttade han till Göteborg och tog ett jobb som IT-konsult.
Han fick sitt genombrott genom att göra en sketch om "stekaren", som ledde till att skivbolaget Sony Music signade honom. Resultatet blev låten Svindyrt. Under en turné träffade han Carl Demán och Lucas Simonsson. Tillsammans började de göra sketcher och snart var youtubekanalen JLC född. Kanalen blev snabbt en av Sveriges största och vann flera priser.
Sedan 2017 har Medieakademin listat honom som en av Sveriges mest inflytelserika på Instagram 2022 var han bland de sju största. 2018 listade Aftonbladet honom som en av Sveriges hetaste kändisar under 40.
Under 2020–2022 spelade Fagerström en av huvudrollerna i humorserien Pappas pojkar.
Han driver även företagen My Stamp AB med youtubern Jonatan Jungebrant och Elton Wood AB.
Fagerström  bor tillsammans med sin sambo Malin Gabrielsson och två söner i Göteborg.

## Diskografi

### Singlar och EP
- 2016 – Svindyrt

## Priser och utmärkelser
| År   | Pris      | Kategori                    |      |
| ---- | --------- | --------------------------- | ---- |
| 2017 | Guldtuben | Årets Stjärnskott (som JLC) | Vann |